# Т-15

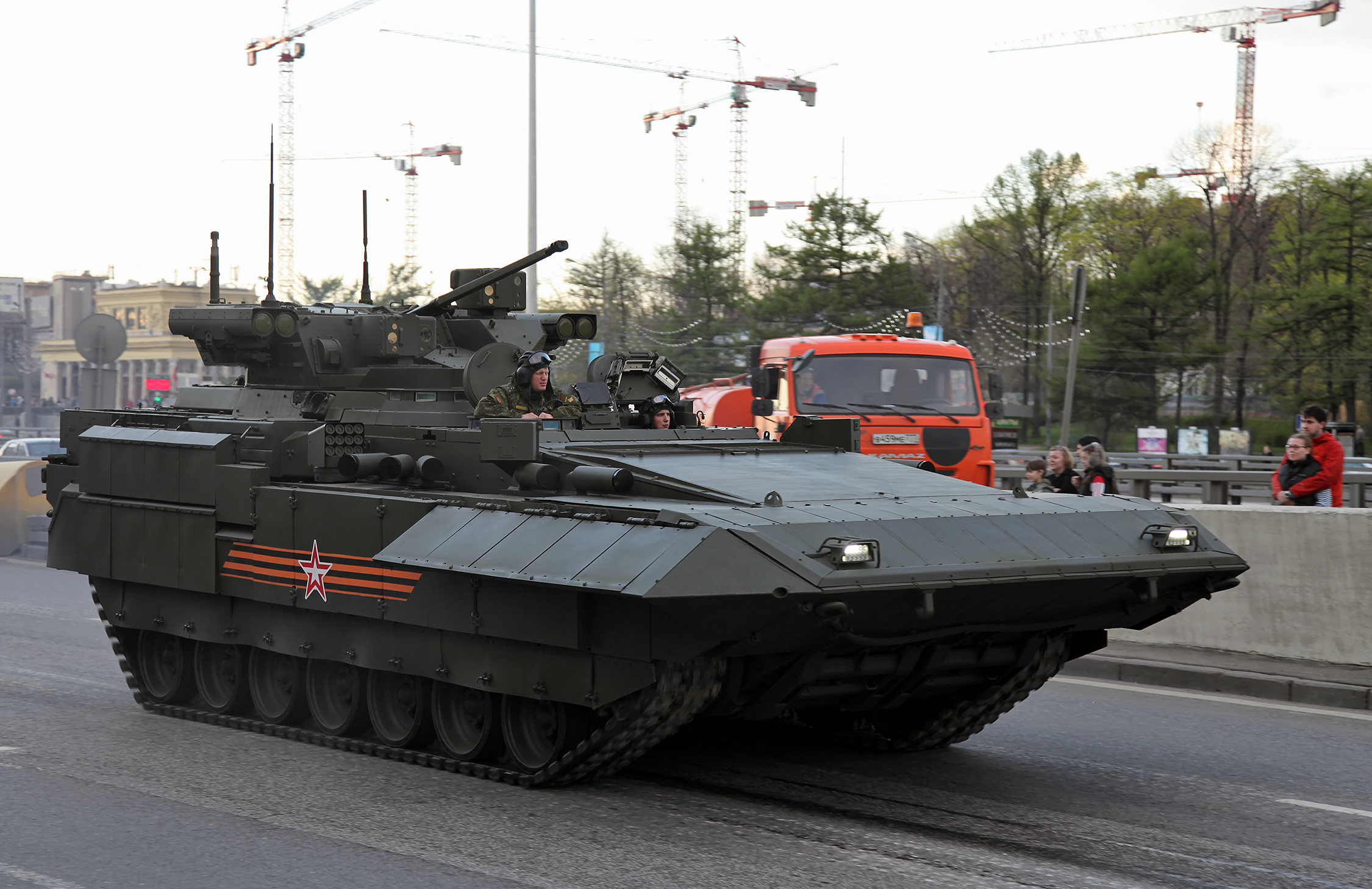
БМП Т-15

БМП Т-15 (Індекс ГБТУ — об'єкт 149) — проєктована російська важка бойова машина піхоти, розроблена на модульній гусеничній платформі «Армата», що буде оснащена дистанційно-керованим універсальним бойовим модулем «Бумеранг-БМ», озброєним 30-мм автоматичною гарматою 2А42 з селективним боєпостачання (боєзапас 500 снарядів), 7,62-мм кулеметом ПКТМ (боєзапас 2000 патронів), двома здвоєними пусковими установками ПТРК «Корнет». Бойовий модуль може управлятися навідником і командиром машини. Автоматичний гранатомет і 100-мм пускова установка 2А70 не передбачені. Бойовий модуль, завдяки роботизації, здатний стежити за ціллю і самостійно обстрілювати об'єкт до його знищення після цілевказівки оператором модуля. Рух модуля здійснюють керовані комп'ютером електродвигуни. Боєкомплект і озброєння ізольовані від десанту та екіпажу.
У лютому 2021 року міноборони РФ уклало контракт з «Уралвагонзаводом» на постачання важких бойових машин піхоти Т-15, які мали надійти до війська до кінця 2021 року. Але інформації про надходження немає як і про прийняття на озброєння.

## Інші транспортні засоби сімейства Армата
- Т-14 — основний бойовий танк.
- ТОС-2 — важка вогнеметна система (ВВС) залпового вогню.
- 2С35 Коаліція-СВ — самохідна артилерійська установка калібру 152 мм.
- T-16 — броньована ремонтно-евакуаційна машина.